# Скляна стеля

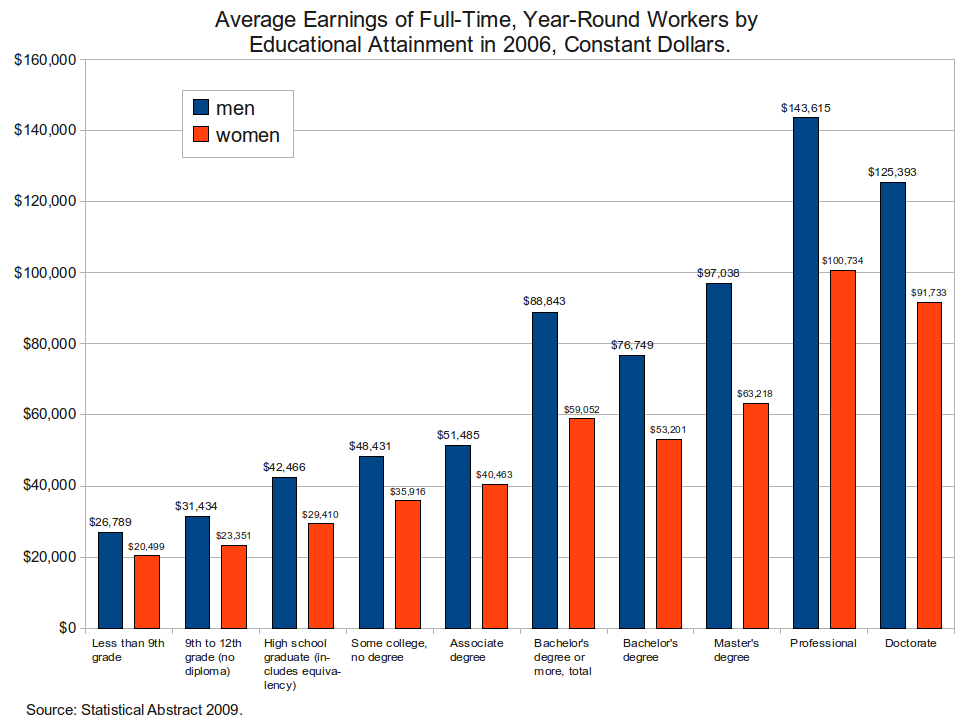
Відмінності в зарплатні між чоловіками і жінками з однаковим рівнем освіти (США, 2006)

Скляна стеля (англ. glass ceiling) — термін з теорії гендерних досліджень, введений феміністками на початку 1980-х для позначення невидимого й формально ніяк не позначеного бар'єра, який обмежує кар'єрне просування жінок, безвідносно до їх професійних якостей, певним рівнем соціальної ієрархії в організації, галузі чи державній системі. Пізніше термін був розширений і на інші соціальні групи та меншини (етнічні, сексуальні тощо).
Метафора скляної стелі використовується, щоб описати невидимі бар'єри («скло»), через які жінки можуть побачити елітні позиції, але не можуть досягти їх («стеля»). Ці бар'єри перешкоджають великій кількості жінок та етнічних меншин в отриманні найбільш владних, престижних і прибуткових робочих місць у трудових колективах. Крім того, ефект «скляної стелі» ставить жінок у нерівне становище як потенційних кандидаток для просування по службі.
Стереотипи щодо жінок та їх ролей в організації, суміщення трудових ролей з доглядом за дітьми створюють додаткові обставини, які жінки вимушені долати, як правило, при спробах просунутись кар'єрною драбиною чи за межами своїх робочих місць. Жінки з числа меншин часто зазнають найбільших труднощів у «пробитті скляної стелі», знаходячись на перетині двох історично маргіналізованих груп населення: жінок і небілих людей. Азійські й азійсько-американські ЗМІ ввели в ужиток термін «бамбукова стеля» для позначення перешкод, з якими всі азійські американки (американці) стикаються у своїй кар'єрі.
Сучасні жінки повсюдно стикаються з цією формою трудової дискримінації. Так, близько 84 % топ-менеджерських посад п'ятиста провідних компаній США займають чоловіки (а на директорських посадах — 88 %), попри те, що жінки складають значну частину всього штату на найнижчих рівнях у цих компаніях.
Бар'єр «скляної стелі», за висновками гендерних дослідниць, зумовлений глибоко вкоріненими стереотипами (зокрема, гендерними) стосовно пригноблюваних соціальних груп та з вихованням соціальними практиками знеохочення (наприклад, сексизмом в освіті), страху успіху. На думку сучасних вчених, глибинними перепонами на шляху до високих посад для жінок є система інституціональної дискримінації, що охоплює дрібніші ознаки, такі як традиційна кадрова політика фірм, стереотипи, що жінки не здатні до лідерства, відсутність сітки покровительства.

## Визначення
Федеральна комісія скляної стелі США визначає «скляну стелю» як «невидимий, але нездоланний бар'єр, який не дає жінкам і меншинам піднятися на верхні щаблі кар'єрних сходів, незалежно від їх кваліфікації та досягнень».
Д. Коттер визначив чотири характеристики, що мають бути присутні, щоб підтвердити в конкретному випадку існування скляної стелі:
1. Гендерна або расова відмінність, яка не пояснюється іншими професійними характеристиками працівника чи працівниці;
2. Гендерна або расова відмінність більша на вищих рівнях доходу, ніж на нижчих рівнях доходу;
3. Гендерна або расова нерівність існує в можливості просування на вищі рівні, а не тільки в пропорції кожної статі або раси в конкретний момент часу на цих вищих рівнях;
4. Гендерна або расова нерівність, яка зростає протягом кар'єри.

Коттер виявив, що скляні стелі сильно корелюють зі статтю. І білі жінки, і жінки з меншин стикаються зі «скляною стелею» протягом своєї кар'єри. На відміну від цього, доказів скляної стелі для афроамериканських чоловіків не знайдено.

## Історія
У 1839 французька феміністка й письменниця Жорж Санд використала фразу une voûte de cristal impénétrable у п'єсі Gabriel: «Я була жінкою; раптово мої крила ослабли, небо зімкнулося навколо моєї голови, як непроникний кришталевий склеп, і я впала…». Опис мрії героїні про політ на крилах інтрепретувався як фемінний міф про Ікара, про жінку, котра намагається піднятися над приписаною їй роллю.
Першою власне фразу скляна стеля використала Мерилін Лоден у промові в 1978 році. На конференції Жіночого інституту за свободу преси в 1979, котру вела Кетрін Лоуренс (Katherine Lawrence) з Hewlett-Packard. Під час дискусії розриву між прописаними політиками просування жінок в НР та реальними можливостями термін було популяризовано.
Термін також був використаний у березні 1984 року Гей Брайант, колишньою редакторкою журналу «Working Woman», яка була процитована Норою Френкель (Nora Frenkel) для Adweek: «Жінки досягли певної точки — я називаю її скляною стелею. Вони знаходяться у верхній частині середньої ланки, зупиняються і застрягають там. Для всіх цих жінок на вершині немає достатньої кімнати. Деякі створюють власний бізнес. Інші покидають роботу й доглядають родини». Того ж року Брайант використала термін у розділі книги «The Working Woman Report: Succeeding in Business in the 1980s», а Бася Гельвіг (Basia Hellwig) — в іншому розділі тієї ж книги.
У широко цитованій статті Уолл-стріт джорнел від березня 1986 термін використаний у назві: «Скляна стеля: чому жінки не можуть розбити невидимий бар'єр, який блокує їх від найвищих посад» (англ. The Glass Ceiling: Why Women Can't Seem to Break The Invisible Barrier That Blocks Them From the Top Jobs). У статті скляна стеля позначала «не те, що можна знайти в будь-якому керівництві фірми або навіть обговорюваним на діловій зустрічі; вона була спочатку введена як невидиме, приховане й невисловлене явище, яке існує, щоб тримати вищі керівні посади в руках білих чоловіків».
Коли термін «скляна стеля» отримав більше використання в суспільстві, публіка відгукнулася з різними ідеями та думками. Деякі стверджували, що «скляна стеля» — це міф, а не реальність, тому що жінки воліють залишатися вдома та менше виявляли відданість просуванню по посадах. У результаті тривалої суспільної дискусії голова Міністерства праці США Лінн Морлі Мартін повідомила результати дослідницького проекту під назвою «Ініціатива Скляна стеля», сформованого для розслідування низького числа жінок і меншин на керівних посадах. Цей звіт визначив нове поняття як «ті штучні бар'єри, засновані на поведінкових або організаційних упередженнях, які заважають кваліфікованим фахівчиням і фахівцям просуватися вгору в їх організаціях на керівні посади».
У 1991 році Конгрес США створив Комісію зі скляної стелі з 21 осіб під головуванням міністра праці Роберта Райха, метою якої було вивчення «бар'єрів на шляху до поліпшення становища меншин і жінок в рамках корпоративної ієрархії (проблема відома як „скляна стеля“), для видачі висновку про її результати та винесення рекомендації про шляхи усунення скляної стелі». Комісія масштабно дослідила феномен і виклала висновки у доповіді «Благо для Бізнесу» 1995 р., яка містила 12 рекомендацій про те, як покращити робоче місце за рахунок збільшення різноманітності в організації і зменшення дискримінації шляхом політик.
Число жінок-керівниць у Fortune 500 збільшується з 2012—2014 років, але коефіцієнт жінок в робочій силі знизився з 52,4 % до 49,6 % з 1995 до 2015 року в усьому світі. Крім того, у 2014 тільки 19,2 % Рад директорів S&P 500 займають жінки, з яких 80,2 % вважались білими.

## Гендерна нерівність в оплаті праці

Відношення середньої жіночої зарплати до середньої чоловічої. Кожен колір позначає 5 % від середнього чоловічого заробітку. Синій — 0.90, коричневий — 0.12. Звіт 2010 року.

Гендерний розрив в оплаті праці — це різниця між середніми заробітками чоловіків та жінок за однакову роботу. У 2008 році ОЕСР навела дані, що середній заробіток жінок, зайнятих на повну ставку, був на 17 % нижчим, ніж заробіток їхніх колег-чоловіків, і що «30% варіації у розриві в заробітній платі чоловіків і жінок у країнах ОЕСР може бути пояснено дискримінаційними практиками на ринку праці». Європейська комісія зазначила, що жіночий погодинний заробіток у 27 країнах ЄС у 2008 році був у середньому на 17,5 % нижчим за чоловічий. Американський сайт «nationalpartnership.org» свідчить, що станом на квітень 2017, жінки в США в середньому отримують «80 центів за кожен долар, сплачений чоловікам», що відповідає гендерному розриву в середній річній зарплаті в понад 10 тис. дол. США.
При поточному коефіцієнті зростання зарплат жінок, гендерний розрив у зарплаті щезне лише у 2056 році.

## Індекс скляної стелі
У 2017 році журнал Економіст оновив свій Індекс скляної стелі, який поєднує дані про вищу освіту, зайнятість, оплату праці, витрати на догляд за дітьми, права материнства і батьківства, заяви про вступ до бізнес-шкіл та представництво на керівних посадах. Країнами з найменшим рівнем нерівності, в порядку зменшення рівності, були Ісландія, Швеція, Норвегія, Фінляндія та Польща.

## Пов'язані явища

### Скляний ескалатор
На додаток до скляної стелі, яка ускладнює підйом жінок у вертикальному напрямку, відбувається паралельне явище, «скляний ескалатор», коли все більше чоловіків з'являється у професіях, раніше зайнятих в основному жінками (таких як сестринство й освіта): ці чоловіки швидко прямують повз жінок прямо на найвищі посади, ніби на ескалаторі, поки жінки важко підіймаються сходами. Чоловікам пропонують більше підвищень, ніж жінкам, і хоча жінки працювали так само важко, їм досі не пропонують таких же шансів, як чоловікам в аналогічних обставинах. Докторка Керолін К. Бронер наводить приклад скляного ескалатора на користь чоловіків у раніше переважно жіночих професіях у школах — у той час як жінки в основному займають позицію вчительок, чоловіки отримують вищі позиції в системі шкільної освіти, деканські або директорські.
Дослідження кар'єр чоловіків у переважно жіночих професіях виснували, що чоловіки отримують фінансову вигоду від свого гендерного статусу.
Дослідження 2008 року, опубліковане в Social Problems, виявило, що сегрегація за ознакою статі в сестринстві не слідувала патерну «скляного ескалатора» непропорційного вертикального розподілу; навпаки, чоловіки і жінки тяжіли до різних напрямів у межах цієї професії, де медбрати мають тенденцію спеціалізуватися в тих областях роботи, що сприймаються як «мужні». «Чоловіки зіткнулися з могутнім соціальним тиском, який спрямовує їх подалі від опанування „жіночих“ професій (Якобс 1989, 1993)». Оскільки «жіночі» професії, як правило, характеризуються більш жіночними діяльностями, чоловіки, які опановують ці професії, можуть соціально сприйматися як «жіночні, гомосексуали або сексуальні маніяки».

### Липка підлога
У літературі з гендерної дискримінації поняття «липка підлога» доповнює поняття «скляну стелю». Липка підлога — це закономірність, що жінки, порівняно з чоловіками, менш імовірно почнуть підніматися кар'єрними сходами. Це явище пов'язане з гендерними відмінностями в нижній частині розподілу заробітної плати. Спираючись на фундаментальне дослідження Бута й співавторів у European Economic Review, протягом останнього десятиліття економісти намагались визначити липкі підлоги на ринку праці. Вони знайшли емпіричні докази існування липких підлог в таких країнах, як Австралія, Бельгія, Італія, Таїланд і США.

### Замерзла середина
Схожа на липку підлогу, замерзла середина описує феномен сповільнення та зупинки просування жінок вгору кар'єрними сходами в лавах середньої ланки управління. Спочатку термін стосувався опору, з яким корпоративний топ-менеджмент стикався від середньої ланки при видачі директив. Внаслідок відсутності відповідних навичок або відсутності «драйву» в рядах середньої ланки, ці директиви не приносять результатів і, як наслідок, прибуток компанії страждає. Термін був популяризирований у статті Гарвард бізнес рев'ю під назвою «Якість середнього менеджменту». Однак, у зв'язку зі зростанням частки жінок у складі робочої сили, термін «замерзла середина» став частіше використовуватись на позначення уповільнення професійного зростання жінок-керівниць середньої ланки. «Дослідження розвитку кар'єри і прагнень жінок серед керівництва середньої ланки» 1996 року на основі досвіду опитаних жінок стверджує, що існують соціальні структури і мережі всередині підприємств, прихильні до «гарних хлопців» і норм маскулінності. Жінки, які не виявляють стереотипних чоловічих рис (наприклад, агресивості, «товстої шкіри», відсутності емоційної експресії) і тенденцій міжособистісної комунікації, перебувають у менш вигідній позиції порівняно ровесниками-чоловіками. Оскільки співвідношення чоловіків до жінок зростає на верхніх рівнях управління, доступ жінок до жінок-наставниць, які могли б передати їм досвід офісної політики, є обмеженим, надалі пригнічуючи їх вертикальну мобільність всередині корпорації або фірми. Заморожена стеля впливає на жінок-фахівчинь і в західних, і в східних країнах, наприклад, у США і Малайзії відповідно, а також жінок у різних областях, починаючи від корпорацій до галузей науки, технології, інженерії та математики.

### Друга татретя зміна
Друга зміна описує факт, що жінки теоретично працюють у другу зміну, маючи подвійне робоче навантаження, а не просто виконують більший обсяг хатньої роботи; при цьому воно не оцінюється, бо одночасна активність зникає із поля зору. Завдання, котрі виконують жінки поза робочим місцем, в основному пов'язані з материнством, залежно від локації, прибутку домогосподарства, освітньої кваліфікації, етнічності та місцезнаходження. Альва Мюдраль та Віола Кляйн у 1956 зосередились на потенціалі як жінок, так і чоловіків, що працюють в умовах, котрі включають оплачувані і неоплачувані типи трудових середовищ. Виявлено, що чоловіки та жінки можуть мати однаковий час на активності поза робочим середовищем для сім'ї та додаткових занять. Ця «друга зміна» також покращувала здоров'я, особливо для жінок. Жінки, що жертвували триваліший час на досягнення родинного балансу, частіше страждали від порушень психічного здоров'я, таких як депресія, тривога, ратівливість, брак мотивації та енергійності. Загальне щастя та благополуччя жінок може бути досягнуте балансом кар'єри та домашніх обов'язків, частину з яких мають взяти на себе чоловіки та інші члени родини.

### Мамина доріжка
«Мамина доріжка» описує тенденцію, коли жінки полишають чи занедбують свої кар'єрні та професійні обов'язки, щоб задовольняти потреби своїх родин. Жінки часто є суб'єктами довгих годин безкоштовної праці вдома, що створює дисбаланс між родиною і роботою. Дослідження виявили, що жінки здатні функціонувати на половинній професійній зайнятості, порівняно з тими, що працювали повний день, досі втягнуті в позаробочі сімейні активності. Гнучкі умови роботи дозволяють жінкам досягти балансу роботи та родини, а розподіл неоплачуваної роботи з віховання та догляду, менеджменту та хатньої роботи з чоловіками — повноцінно професійно реалізуватись.

### Материнський мозок
«Материнський мозок» — термін, теж асоційований зі скляною стелею, стосується перебільшених та стереотипних уявлень про гормональні зміни в організмі жінки протягом вагітності, завдяки яким вагітним та молодим жінкам без дітей відмовляють у відповідальних посадах та завданнях, а почасти й у працевлаштуванні.

### Целулоїдна стеля
Целулоїдна стеля стосується топових колективів у мейнстрімній кіноіндустрії (наприклад, у Голлівуді), перенасичених чоловіками, в котрих жінок дуже мало або вони відсутні зовсім. Приклади областей чи посад: кінорежисура, драматургія, операторська діяльність, композиторство, продюсування.

### Бетонна підлога
Термін бетонна підлога (concrete floor) описував мінімальну кількість чи пропорцію жінок, необхідну для того, щоб відділ чи рада директорів здавалися легітимними.